# Vitauts Staņa
Vitauts Staņa (ur. 9 czerwca 1955 w Bērzaine) – łotewski samorządowiec i polityk, w latach 2010–2011 poseł na Sejm Republiki Łotewskiej. 

## Życiorys
W 1978 ukończył studia w Wydziale Mechanizacji Rolnictwa Łotewskiej Akademii Rolniczej w Jełgawie. Sprawował funkcję przewodniczącego rady rejonu (starosty) valmierskiego (2001–2009), a także przewodniczącego rady gminy (wójta) Bērzaine (1998–2009). Od 2009 jest przewodniczącym rady okręgowej (valmierskiej) w Kocēni. Zasiada w Radzie Planowania Regionu Vidzeme oraz we władzach Agencji Rozwoju Vidzeme, uczestniczył w pracach nad nowym podziałem administracyjnym Łotwy w 2009.
W wyborach w 2006 bez powodzenia ubiegał się o mandat poselski z ramienia ZZS, który uzyskał w wyborach w 2010. 
Od 2007 pełni funkcję wiceprzewodniczącego CP Łotewskiego Związku Rolników.